# بسرطون
بسرطون  قرية سوريّة تتبع إداريّاً لمحافظة حلب منطقة جبل سمعان ناحية دارة عزة، بلغ تعداد سكانها 1,317 نسمة حسب التعداد السكاني لعام 2004.